# TT (canção)
"TT" é uma canção gravada pelo grupo feminino sul-coreano Twice. A música foi lançada pela JYP Entertainment em 24 de outubro de 2016, como a faixa-título de seu terceiro extended play Twicecoaster: Lane 1. Foi escrita e composta por Sam Lewis e Black Eyed Pilseung respectivamente. O título "TT" refere-se ao emoticon usado para expressar choro ou tristeza.
A versão japonesa de "TT" foi lançada como single principal do primeiro álbum de compilação em japonês do grupo, intitulado #Twice. O videoclipe para essa versão foi lançado em 21 de junho de 2017.

## Antecedentes e lançamento
Em 10 de outubro de 2016, a JYP Entertainment anunciou o retorno de Twice com a faixa-título "TT" de seu terceiro EP Twicecoaster: Lane 1. A primeira prévia do videoclipe foi revelada no dia 20 de outubro, apresentando um menino e uma menina vestindo fantasias de Dia das Bruxas, seguida pelo segunda prévia no dia 21. Foi lançada em 24 de outubro como um download digital em vários sites de música.
Uma versão remixada, intitulada "TT (TAK Remix)", foi lançada em 20 de fevereiro de 2017 como uma faixa bônus do álbum especial Twicecoaster: Lane 2.

## Composição
"TT" foi composta por Black Eyed Pilseung, que também são os compositores das canções de sucesso de Twice "Like Ooh-Ahh" e "Cheer Up", e arranjada por Rado. A letra foi escrita por Sam Lewis, que descreve o coração batendo forte de uma garota enquanto ela se apaixona pela primeira vez. É uma música de K-pop com influências eletrônicas pesadas e batidas profundas de caixa constantes. Sobre a música, a integrante de Twice, Jihyo, disse: "Temos uma música que melhor mostra a vibração energética e brilhante de Twice que mostramos desde "Like Ooh-Ahh" e "Cheer Up"".

## Videoclipe
O videoclipe da faixa-título "TT" foi dirigido por Naive, a mesma equipe de produção por trás dos videoclipes das canções "Like Ooh-Ahh" e "Cheer Up" de Twice. Ele ganhou mais de 5 milhões de visualizações no YouTube em menos de 24 horas desde seu lançamento. A partir de 2016, o vídeo estabeleceu um novo recorde em apenas 40 horas, tornando-se o videoclipe de um grupo de K-pop mais rápido a atingir 10 milhões de visualizações e, em seguida, quebrou o recorde de mais rápido atingir 20 milhões de visualizações em 114 horas (4 dias 18 horas). O videoclipe também ficou em terceiro lugar no videoclipe mais popular do YouTube em 2016 na Coreia do Sul, com "Cheer Up" no topo da lista.
No início de 2017, o videoclipe de "TT" atingiu 100 milhões de visualizações e se tornou o videoclipe de um grupo feminino de K-pop mais visto de todos os tempos. Também se tornou o primeiro ato feminino de K-pop e o grupo de ídolos mais rápido a atingir 200 milhões e 300 milhões de visualizações no YouTube. Em setembro de 2018, o videoclipe se tornou o primeiro de uma artista feminina de K-pop a atingir 400 milhões de visualizações no YouTube.
No videoclipe, as integrantes mostraram diferentes personalidades e personagens famosos por meio de cosplays com tema de Dia das Bruxas: Jeongyeon e Momo retratam Pinóquio e Sininho, respectivamente;  Dahyun é um coelho branco, enquanto Sana é a Hit-Girl da série de quadrinhos Kick-Ass. Chaeyoung é A Pequena Sereia e Nayeon é um demônio fofo. Mina é uma pirata que lembra Piratas do Caribe. Tzuyu e Jihyo têm conceitos contrastantes;  Tzuyu é uma vampira misteriosa em um vestido preto transparente, enquanto Jihyo é uma mistura de Elsa de Frozen e a Rainha Branca de Alice Através do Espelho - usando um vestido longo branco. O vídeo termina com a mensagem "Continua", insinuando a sequência do álbum.

## Recepção crítica
A Billboard incluiu "TT" em sua lista de melhores canções de K-pop da década de 2010, mais tarde escrevendo que "o grupo feminino que definiu a década solidificou seu legado com esta faixa pegajosa de synth-pop que criou uma nova frase para os fãs de K-pop em todo o mundo. A música fica na sua cabeça e é para todos os gostos."

## Desempenho comercial
"TT" se tornou uma das canções de melhor desempenho de 2016, ficando em primeiro lugar na Gaon Digital Chart por quatro semanas consecutivas. Alcançou a posição 2 e 3 na Billboard World Digital Songs e Billboard Japan Hot 100, respectivamente. "TT" ultrapassou 100 milhões de streams em abril de 2017 e 2.500.000 downloads em julho de 2018 na Gaon Music Chart. Ela ficou em 6º lugar na lista do Billboard Japan Hot 100 de final de ano de 2017, a única música coreana na tabela. É também a canção mais vendida do Twice nos Estados Unidos, com 33.000 cópias vendidas.

## Versão japonesa
Poucas semanas após o lançamento, a "pose TT", que faz parte da coreografia de "TT", virou tendência no Japão. Foi imitada por várias celebridades japonesas nas redes sociais e se tornou popular entre os adolescentes. Em 24 de fevereiro de 2017, Twice anunciou oficialmente que sua estreia no Japão estava marcada para 28 de junho. Elas lançaram um álbum de compilação intitulado #Twice, que consiste em dez canções, incluindo versões em coreano e japonês de "TT". A letra em japonês foi escrita por Shoko Fujibayashi.
O videoclipe completo da versão japonesa de "TT" foi lançado em 21 de junho. Foi dirigido por Jimmy da BS Pictures, a mesma equipe que produziu os videoclipes de outros artistas da JYP Entertainment, incluindo "The Time We Have Spent Together", de 2PM,  "Hey Yah" e "My Swagger" de Got7 e muito mais. Foi classificado em 4º lugar no YouTube Japan Top Trend Music Video em 2017.
Em fevereiro de 2018, "TT (Japanese ver.)" recebeu a certificação digital de ouro por vender mais de 100.000 downloads na Oricon Digital Singles Chart, foi a primeira certificação individual do grupo da Recording Industry Association of Japan (RIAJ). Em abril de 2020, o single também ganhou a certificação de prata de streaming por ultrapassar 30 milhões de streams, obtendo o primeiro single do grupo, tanto streaming quanto download, da Recording Industry Association of Japan (RIAJ), desde que a certificação de streaming foi introduzida em abril de 2020.

## Desempenho nas tabelas musicais
| Tabela musical (2016–18)                       | Melhor posição |
| ---------------------------------------------- | -------------- |
| Coreia do Sul (Gaon)                           | 1              |
| Coreia do Sul (K-pop Hot 100)                  | 36             |
| Estados Unidos (Billboard World Digital Songs) | 2              |
| Filipinas (Philippine Hot 100)                 | 54             |
| Filipinas (K-pop Top 5)                        | 3              |
| Japão (Japan Hot 100)                          | 3              |
| Japão (Oricon)                                 | 17             |

| Tabela musical (2016) | Posição |
| --------------------- | ------- |
| Coreia do Sul (Gaon)  | 26      |

| Tabela musical (2017) | Posição |
| --------------------- | ------- |
| Coreia do Sul (Gaon)  | 40      |
| Japão (Japan Hot 100) | 6       |

| Tabela musical (2018) | Posição |
| --------------------- | ------- |
| Japão (Japan Hot 100) | 19      |

## Certificações
| Região                     | Certificação | Unidades certificadas/vendas |
| -------------------------- | ------------ | ---------------------------- |
| Japão (RIAJ)               | Ouro         | 100,000                      |
| Streaming                  |              |                              |
| Japão (RIAJ) Japanese ver. | Prata        | 30,000,000                   |

## Reconhecimentos

### Prêmios e indicações
| Ano  | Premiação               | Categoria                         | Resultado | Ref.   |
| ---- | ----------------------- | --------------------------------- | --------- | ------ |
| 2017 | Gaon Chart Music Awards | Canção do Ano – Outubro           | Venceu    | [ 52 ] |
| 2018 | Japan Gold Disc Award   | Canção do Ano por Download (Ásia) | Venceu    | [ 53 ] |

| Publicação | Prêmio                                      | Posição | Ref.   |
| ---------- | ------------------------------------------- | ------- | ------ |
| Billboard  | As 100 Melhores Músicas K-pop dos Anos 2010 | 18      | [ 54 ] |
| Medium     | 25 Melhores Músicas K-pop dos Anos 2010     | 20      | [ 55 ] |

### Prêmios em programas musicais
| Programa                  | Data                   | Ref.   |
| ------------------------- | ---------------------- | ------ |
| The Show (SBS MTV)        | 1 de novembro de 2016  | [ 56 ] |
| Show Champion (MBC Music) | 2 de novembro de 2016  | [ 57 ] |
| M Countdown (Mnet)        | 3 de novembro de 2016  | [ 58 ] |
| M Countdown (Mnet)        | 10 de novembro de 2016 | [ 58 ] |
| Music Bank (KBS)          | 4 de novembro de 2016  | [ 59 ] |
| Music Bank (KBS)          | 11 de novembro de 2016 | [ 60 ] |
| Music Bank (KBS)          | 18 de novembro de 2016 | [ 61 ] |
| Music Bank (KBS)          | 25 de novembro de 2016 | [ 62 ] |
| Music Bank (KBS)          | 2 de dezembro de 2016  | [ 63 ] |
| Music Bank (KBS)          | 6 de janeiro de 2017   | [ 64 ] |
| Inkigayo (SBS)            | 6 de novembro de 2016  | [ 65 ] |
| Inkigayo (SBS)            | 13 de novembro de 2016 | [ 66 ] |
| Inkigayo (SBS)            | 20 de novembro de 2016 | [ 67 ] |